# Sciaromium glaucoviride
Sciaromium glaucoviride là một loài rêu trong họ Echinodiaceae. Loài này được Mitt. Mitt. mô tả khoa học đầu tiên năm 1873.